# Rajd Zimowy Dolnośląski 1990
Rajd Dolnośląski 1990 – 6. edycja Zimowego Rajdu Dolnośląskiego. Był to rajd samochodowy rozgrywany od 25 do 26 lutego 1990 roku. Była to pierwsza runda Rajdowych Samochodowych Mistrzostw Polski w roku 1990. Rajd składał się z dwunastu odcinków specjalnych. Podczas rozgrywania rajdu było sucho, w niewielu miejscach trasa była oblodzona. Zwycięzcą został Marian Bublewicz, który wygrał osiem OS-ów (dwa ex aequo), drugie miejsce zajął Paweł Przybylski (wygrał 2 OS-y), na trzecim miejscu dojechał Andrzej Koper (wygrał 4 OS-y w tym 2 ex aequo). Zespołowo wygrał Autoklub Rzemieślnik Warszawa przed Automobilklubem Krakowskim.

## Wyniki końcowe rajdu[2][3]
| Miejsce | Kierowca           | Pilot              | Samochód                   | Czas    | Strata | Grupa Klasa |
| ------- | ------------------ | ------------------ | -------------------------- | ------- | ------ | ----------- |
| 1       | Marian Bublewicz   | Ryszard Żyszkowski | Mazda 323 4WD              | 1:06:11 | -      | A-13        |
| 2       | Paweł Przybylski   | Krzysztof Gęborys  | Audi Coupé Quattro         | 1:07:28 | +1:17  | A-13        |
| 3       | Andrzej Koper      | Maciej Wisławski   | Volkswagen Golf II GTi 16V | 1:08:28 | +2:17  | A-13        |
| 4       | Mirosław Krachulec | Marek Kusiak       | Mazda 323 4WD GTX          | 1:10:52 | +4:41  | A-13        |
| 5       | Bogdan Herink      | Barbara Stępkowska | Renault 11 Turbo           | 1:10:54 | +4:43  | A-13        |
| 6       | Marek Sadowski     | Grzegorz Gac       | FSO Polonez 1500 Turbo     | 1:11:02 | +4:51  | A-13        |
| 7       | Wiesław Stec       | Cezary Klaczyński  | Opel Manta 2.0 E           | 1:12:31 | +6:20  | A-13        |
| 8       | Romuald Chałas     | Janusz Siniarski   | FSO Polonez 1600           | 1:12:44 | +6:33  | A-14        |
| 9       | Robert Kępka       | Aleksander Dragon  | Peugeot 205 GTI            | 1:13:39 | +7:28  | N-03        |
| 10      | Piotr Kufrej       | Maria Wiechowska   | FSO Polonez 1600           | 1:13:48 | +7:37  | A-14        |